# Нито курви, нито подчинени
Нито курви, нито подчинени (на френски: Ni putes ni soumises) е френско феминистко движение, официално регистрирано през 2003, което само за няколко месеца спечелва огромна популярност и значителна аудитория пред общественото мнение, медии и други политически движения.

## Цели
Движението се бори срещу различните форми на насилие, на което са жертви жените:
- колективни изнасилвания
- расизъм, антисемитизъм, омраза към жените, дискриминация, физическо, морално и психическо насилие
- традиции, които принуждават жената да не напуска дома
- принуди да се носи фередже
- принуди да не се посещава училище
- принуди за сключване на брак на ранна възраст, без възможност за свободен избор на съпруг
- забраняване на момичета да посещават часове по сексуално обучение и биология
- налагане на разделение на мъжете и жените на публични места, плувни басейни и други
- налагане на принуи и пречки срещу свободния сексуален и емоционален личен живот
- патриархален натиск, който не позволява на жените да разполагат свободно с тялото си и с живота си
- хомофобия
- комунитаризъм, обскурантизъм и културен релативизъм (правото на различия е превърнато в разлика на правата)

## Политическа дейност
1. Публикуване на образователен наръчник за възпитаване в дух на уважение към жената
2. Основаване на сигурни домове за подслоняване на жени и момичета непосредствено застрашени, където те да могат да живеят спокойно и да си възвърнат анонимността.
3. Създаване на 6 центъра, в които жените да могат да се изказват и да бъдат чути.
4. Организиране на образователни конференции, които да подпомогнат жените да развиват своите способности.
5. Въвеждане на специални мерки в полицейските участъци в помощ на момичетата и жените жертва на насилие.

## Международно влияние
Днес в много европейски страни (Белгия, Испания, Швеция, Швейцария) са създадени комитети на движението. От 2007 движението е консултативен член на Икономическия и социален съвет към ООН. Движението публикува и разпространява списание „Наръчник по възпитание в уважение“, издавано в над 30 хиляди екземпляра посветен на проблемите на традициите, които държат жените под ключ, на сексуалността и насилието, което се разпространява и в Белгия.

## Официален сайт
- Le site officiel de Ni putes ni soumises